# Col·legi d'Advocats de Figueres
El Col·legi d'Advocats de Figueres és una corporació professional a la qual han de pertànyer els llicenciats en dret per a poder exercir al partit judicial de Figueres, que coincideix bàsicament amb la comarca de l'Alt Empordà. Fou fundat l'any 1869, amb vint lletrats inscrits. El Govern de la Generalitat de Catalunya li va concedir la Creu de Sant Jordi l'11 d'abril de 2017.

## Degans del Col·legi
- Ignasi Baig (1869-1876)
- Ignasi Sans Roca (1876-1886)
- Francesc Moragas (1886-1889)
- Juan de Pablo (1889-1890)
- Ignasi Baig (1890-1894)
- Marià Baig (1896-1899)
- Joan Moragas (1900-1903)
- Carles Fages de Perramon (1904-1927)
- Lluís Portabella (1927-1929)
- Pere Vives (1931-1934)
- Nicanor Trias (1935-1940)
- Joaquím Bech de Careda i Casadevall (1940-1951) (amb el càrrec de Primer Diputat)
- Josep Sans i Roquer (1952-1974)
- Narcís Sala Roca (1974-1986)
- Robert Pallares Gasol (1986-1997)
- Margarita Ramis Rebassa (1997-...)